# 大纒長吉
大纒 長吉（おおまとい ちょうきち、1843年（天保14年） - 1889年（明治22年）12月2日）は、現在の東京都出身で玉垣部屋に所属した大相撲力士。本名は竹馬 長吉。7代出来山。最高位は関脇。

## 来歴
実家は神田の蕎麦屋で、幼少期から体が大きく、玉垣部屋に入門。1856年（安政3年）1月に怪童力士として1場所だけ番付に載り、土俵入りをつとめた。翌1857年（安政4年）に角界に入り直し、11月場所で序ノ口に就いた。1867年（慶応3年）に入幕し、同期、同時入幕の境川浪右衛門（のち横綱）と出世を争い、その取組は人気を集めた。番付を順調に上げ、1869年（明治2年）4月に小結に昇進、8年に渡って三役の座を維持し、1871年（明治4年）3月関脇に昇進した。1877年（明治10年）6月平幕に落ち、1882年（明治15年）1月に四股名を「出来山」と改め、1883年（明治16年）5月限りで引退した。引退後は検査役となり、出来山部屋を興し、門弟の育成に力を入れたが、1889年（明治22年）暮れに死去した。